# Praemium Imperiale
O Praemium Imperiale (lit. "Prémio Mundial de Cultura em Memória de Sua Alteza Imperial o Príncipe Takamatsu", em japonês:  高松宮殿下記念世界文化賞, Takamatsu no miya denka kinen sekai bunka-shō) é um prêmio de artes concedido a primeira vez em 1989 pela família imperial japonesa, em nome da Associação de Artes do Japão, nos campos de pintura, escultura, arquitetura, música e teatro/filme. Estas são áreas não consideradas pelo Prêmio Nobel.
Anualmente, candidatos ao prêmio são recomendados por conselheiros internacionais. Os conselheiros incluem Yasuhiro Nakasone, William Henry Luers, Lamberto Dini, François Pinault, Chris Patten e Klaus-Dieter Lehmann, sendo decidido por um comitê anônimo da Associação de Artes do Japão. Entre os conselheiros honorários incluem-se Jacques Chirac, David Rockefeller, Helmut Schmidt e Richard von Weizsäcker.
O prêmio consiste em uma medalha de ouro e 15 milhões de ienes, e foi criado pelo Grupo de Comunicações Fujisankei, que arca com os custos de aproximadamente 3 milhões de dólares por ano.
O Praemium Imperiale é concedido em memória do Príncipe Takamatsu (1905–1987), irmão mais jovem do Imperador Shōwa (Hirohito), que foi o imperador do Japão de 1926 a 1989. O Príncipe Hitachi entrega os prêmios aos laureados.

## Laureados
| Ano  | Pintura                             | Escultura               | Arquitetura                    | Música                   | Filme/Teatro         |
| ---- | ----------------------------------- | ----------------------- | ------------------------------ | ------------------------ | -------------------- |
| 1989 | Willem de Kooning and David Hockney | Umberto Mastroianni     | I. M. Pei                      | Pierre Boulez            | Marcel Carné         |
| 1990 | Antoni Tàpies                       | Arnaldo Pomodoro        | James Stirling                 | Leonard Bernstein        | Federico Fellini     |
| 1991 | Balthus                             | Eduardo Chillida        | Gae Aulenti                    | György Ligeti            | Ingmar Bergman       |
| 1992 | Pierre Soulages                     | Anthony Caro            | Frank Gehry                    | Alfred Schnittke         | Akira Kurosawa       |
| 1993 | Jasper Johns                        | Max Bill                | Kenzo Tange                    | Mstislav Rostropovich    | Maurice Béjart       |
| 1994 | Zao Wou-ki                          | Richard Serra           | Charles Correa                 | Henri Dutilleux          | John Gielgud         |
| 1995 | Matta                               | Christo                 | Renzo Piano                    | Andrew Lloyd Webber      | Nakamura Utaemon VI  |
| 1996 | Cy Twombly                          | César                   | Tadao Ando                     | Luciano Berio            | Andrzej Wajda        |
| 1997 | Gerhard Richter                     | George Segal            | Richard Meier                  | Ravi Shankar             | Peter Brook          |
| 1998 | Robert Rauschenberg                 | Dani Karavan            | Álvaro Siza                    | Sofia Gubaidulina        | Richard Attenborough |
| 1999 | Anselm Kiefer                       | Louise Bourgeois        | Fumihiko Maki                  | Oscar Peterson           | Pina Bausch          |
| 2000 | Ellsworth Kelly                     | Niki de Saint Phalle    | Richard Rogers                 | Hans Werner Henze        | Stephen Sondheim     |
| 2001 | Lee Ufan                            | Marta Pan               | Jean Nouvel                    | Ornette Coleman          | Arthur Miller        |
| 2002 | Sigmar Polke                        | Giuliano Vangi          | Norman Foster                  | Dietrich Fischer-Dieskau | Jean-Luc Godard      |
| 2003 | Bridget Riley                       | Mario Merz              | Rem Koolhaas                   | Claudio Abbado           | Ken Loach            |
| 2004 | Georg Baselitz                      | Bruce Nauman            | Oscar Niemeyer                 | Krzysztof Penderecki     | Abbas Kiarostami     |
| 2005 | Robert Ryman                        | Issey Miyake            | Yoshio Taniguchi               | Martha Argerich          | Merce Cunningham     |
| 2006 | Yayoi Kusama                        | Christian Boltanski     | Frei Otto                      | Steve Reich              | Maya Plisetskaya     |
| 2007 | Daniel Buren                        | Tony Cragg              | Herzog & de Meuron             | Daniel Barenboim         | Ellen Stewart        |
| 2008 | Richard Hamilton                    | Ilya and Emilia Kabakov | Peter Zumthor                  | Zubin Mehta              | Sakata Tōjūrō        |
| 2009 | Hiroshi Sugimoto                    | Richard Long            | Zaha Hadid                     | Alfred Brendel           | Tom Stoppard         |
| 2010 | Enrico Castellani                   | Rebecca Horn            | Toyo Ito                       | Maurizio Pollini         | Sophia Loren         |
| 2011 | Bill Viola                          | Anish Kapoor            | Ricardo Legorreta              | Seiji Ozawa              | Judi Dench           |
| 2012 | Cai Guo-Qiang                       | Cecco Bonanotte         | Henning Larsen                 | Philip Glass             | Yoko Morishita       |
| 2013 | Michelangelo Pistoletto             | Antony Gormley          | David Chipperfield             | Plácido Domingo          | Francis Ford Coppola |
| 2014 | Martial Raysse                      | Giuseppe Penone         | Steven Holl                    | Arvo Pärt                | Athol Fugard         |
| 2015 | Tadanori Yokoo                      | Wolfgang Laib           | Dominique Perrault             | Mitsuko Uchida           | Sylvie Guillem       |
| 2016 | Cindy Sherman                       | Annette Messager        | Paulo Mendes da Rocha          | Gidon Kremer             | Martin Scorsese      |
| 2017 | Shirin Neshat                       | El Anatsui              | Rafael Moneo                   | Youssou N’Dour           | Mikhail Baryshnikov  |
| 2018 | Pierre Alechinsky                   | Fujiko Nakaya           | Christian de Portzamparc       | Riccardo Muti            | Catherine Deneuve    |
| 2019 | William Kentridge                   | Mona Hatoum             | Tod Williams e Billie Tsien    | Anne-Sophie Mutter       | Bando Tamasaburo     |
| 2020 | sem concessão                       | sem concessão           | sem concessão                  | sem concessão            | sem concessão        |
| 2021 | Sebastião Salgado                   | James Turrell           | Glenn Murcutt                  | Yo-Yo Ma                 | sem concessão        |
| 2022 | Giulio Paolini                      | Ai Weiwei               | Kazuyo Sejima e Ryūe Nishizawa | Krystian Zimerman        | Wim Wenders          |
| 2023 | Vija Celmins                        | Olafur Eliasson         | Diébédo Francis Kéré           | Wynton Marsalis          | Robert Wilson        |
| 2024 | Sophie Calle                        | Doris Salcedo           | Shigeru Ban                    | Maria João Pires         | Ang Lee              |

## Bolsas para jovens artistas
Desde 1997 uma série de bolsas são concedidas a organizações que educam jovens artistas.
- 1997 Hanoi Conservatory of Music, Vietname
- 1998 Polish National Film, Television and Theater School, Polónia
- 1999 Instituto Superior de Arte, Cuba
- 2000 Ulster Youth Orchestra, Irlanda do Norte
- 2001 Résidence du Festival, França
- 2002 Orquestra Juvenil da União Europeia
- 2003 De Sono Associazione per la Musica, Itália
- 2004 Young Sound Forum of Central Europe
- 2005 Kusatsu International Summer Music Academy, Japão
- 2006 State Foundation of the National System of Youth and Children's Orchestras of Venezuela
- 2007 West-Eastern Divan Orchestra
- 2008 Orquestra Juvenil Italiana
- 2009 Kamerata Baltica, Letónia, Lituânia, Estónia
- 2010 Orquestra Jovem Asiática
- 2011 The Royal Court Young Writers Programme (Reino Unido) e Southbank Sinfonia (Reino Unido)
- 2012 The Sphinx Organization, Estados Unidos
- 2013 JuniOrchestra da Accademia Nazionale di Santa Cecilia, Itália
- 2014 Fundação Zinsou, Benim